# Élections sénatoriales de 2020 dans la Vendée
Les élections sénatoriales dans la Vendée ont lieu le dimanche 27 septembre 2020. Elles ont pour but d'élire les sénateurs représentant le département au Sénat pour un mandat de six années.
À l'instar de 2014, la liste conduite par Bruno Retailleau (LR-UDI) remporte les trois sièges à pourvoir.

## Contexte départemental
Lors des élections sénatoriales de 2014 dans la Vendée, trois sénateurs ont été élus selon un mode de scrutin proportionnel.
Depuis, tous les effectifs du collège électoral des grands électeurs ont été renouvelés, avec les élections départementales de 2015, les élections régionales de 2015, les élections législatives de 2017 et les élections municipales de 2020.

## Sénateurs sortants
| Sénateur | Sénateur         | Parti | Fonctions lors de l'élection en 2014                       |
| -------- | ---------------- | ----- | ---------------------------------------------------------- |
|          | Annick Billon    | UDI   | Adjointe au maire du Château-d'Olonne                      |
|          | Didier Mandelli  | LR    | Président de la CC Vie-et-Boulogne, maire du Poiré-sur-Vie |
|          | Bruno Retailleau | LR    | Sénateur sortant, président du conseil général             |

## Présentation des listes et des candidats
Les nouveaux représentants sont élus pour une législature de 6 ans au suffrage universel indirect par les 1 733 grands électeurs du département. Dans la Vendée, les sénateurs sont élus au scrutin proportionnel plurinominal. Leur nombre reste inchangé, trois sénateurs sont à élire et cinq candidats doivent être présentés sur la liste pour qu'elle soit validée. Chaque liste de candidats est obligatoirement paritaire et alterne entre les hommes et les femmes. Plusieurs listes seront déposées dans le département. Elles sont présentées ici dans l'ordre de leur dépôt à la préfecture et comportent l'intitulé figurant aux dossiers de candidature.

### Parti communiste
| N° | Candidats | Candidats        | Parti | Principales fonctions                  |
| -- | --------- | ---------------- | ----- | -------------------------------------- |
| 01 |           | Anita Charrieau  | PCF   |                                        |
| 02 |           | Henri Trichereau | PCF   | Conseiller municipal de Sainte-Hermine |
| 03 |           | Patrica Lanoë    | PCF   |                                        |
|    |           |                  |       |                                        |
| 04 |           | Bernard Violain  | PCF   |                                        |
| 05 |           | Nathalie Armouet | PCF   | Conseillère municipale de Chantonnay   |

### Europe Écologie Les Verts
| N° | Candidats | Candidats            | Parti | Principales fonctions                       |
| -- | --------- | -------------------- | ----- | ------------------------------------------- |
| 01 |           | Christopher McAndrew | EÉLV  | Adjoint au maire de Saint-Juire-Champgillon |
| 02 |           | Julie Mariel-Godard  | EÉLV  | Conseillère municipale de Les Herbiers      |
| 03 |           | Guy Batiot           | EÉLV  | Conseiller municipal de La Roche-sur-Yon    |
|    |           |                      |       |                                             |
| 04 |           | Lucie Étonno         | EÉLV  | Conseillère régionale                       |
| 05 |           | Bruno Leroy          | EÉLV  | Adjoint au maire de Saint-Jean-de-Monts     |

### Liste Parti socialiste
| N° | Candidats | Candidats         | Parti | Principales fonctions                             |
| -- | --------- | ----------------- | ----- | ------------------------------------------------- |
| 01 |           | Denis La Mâche    | PS    | Conseiller régional, maire de Saint-Sigismond     |
| 02 |           | Maï Haeffelin     | PS    | Conseillère régionale                             |
| 03 |           | Jonathan Derer    | DVG   | Conseiller municipal de La Chaize-le-Vicomte      |
|    |           |                   |       |                                                   |
| 04 |           | Amélie Delavergne | PS    | Conseillère municipale de Mareuil-sur-Lay-Dissais |
| 05 |           | Nicolas Bénureau  | PS    |                                                   |

### La République en marche
| N° | Candidats | Candidats             | Parti | Principales fonctions                           |
| -- | --------- | --------------------- | ----- | ----------------------------------------------- |
| 01 |           | Thierry Richardeau    | DVD   | Maire de Saint-Christophe-du-Ligneron           |
| 02 |           | Françoise Fontenaille | MoDem | Maire d’Avrillé                                 |
| 03 |           | Frédéric Gaborieau    | LREM  | Adjoint au maire de Saint-Aubin-des-Ormeaux     |
|    |           |                       |       |                                                 |
| 04 |           | Orlane Rozo-Lucas     | LREM  |                                                 |
| 05 |           | Thierry Barbarit      | DVD   | Ancien conseiller municipal de La Roche-sur-Yon |

### Les Républicains - Union des démocrates et indépendants
| N° | Candidats | Candidats        | Parti | Principales fonctions                                      |
| -- | --------- | ---------------- | ----- | ---------------------------------------------------------- |
| 01 |           | Bruno Retailleau | LR    | Sénateur sortant, conseiller régional                      |
| 02 |           | Annick Billon    | UDI   | Sénatrice sortante                                         |
| 03 |           | Didier Mandelli  | LR    | Sénateur sortant, conseiller municipal de Le Poiré-sur-Vie |
|    |           |                  |       |                                                            |
| 04 |           | Brigitte Hybert  | LR    | Maire de Moutiers-sur-le-Lay                               |
| 05 |           | Jacky Dallet     | UDI   | Maire de Saint-André-Goule-d'Oie                           |

### Rassemblement national
| N° | Candidats | Candidats               | Parti | Principales fonctions                         |
| -- | --------- | ----------------------- | ----- | --------------------------------------------- |
| 01 |           | Jean-Patrick Fillet     | RN    | Conseiller municipal de Saint-Hilaire-de-Riez |
| 02 |           | Marie-Christine Ebran   | RN    |                                               |
| 03 |           | Eric Mauvoisin-Delavaud | RN    |                                               |
|    |           |                         |       |                                               |
| 04 |           | Brigitte Neveux         | RN    | Conseillère régionale                         |
| 05 |           | Patrick Teinturier      | RN    |                                               |

## Résultats
| Tête de liste                                                                             | Tête de liste            | Liste                           | Voix  | %     | Sièges |  |
| ----------------------------------------------------------------------------------------- | ------------------------ | ------------------------------- | ----- | ----- | ------ |  |
|                                                                                           | Bruno Retailleau         | Union de la droite (LR - UDI)   | 1 225 | 70,77 | 3      |  |
| Ensemble pour la Vendée                                                                   |                          |                                 | 1 225 | 70,77 | 3      |  |
|                                                                                           | Thierry Richardeau       | La République en marche (MoDem) | 191   | 11,03 | 0      |  |
| Servir la Vendée ! Des élus de terrain s'engagent au Sénat pour vous                      |                          |                                 | 191   | 11,03 | 0      |  |
|                                                                                           | Christopher McAndrew     | Europe Écologie Les Verts       | 175   | 10,11 | 0      |  |
| Vivre nos territoires : l'écologie en actes                                               |                          |                                 | 175   | 10,11 | 0      |  |
|                                                                                           | Denis La Mâche           | Divers gauche (PS)              | 92    | 5,31  | 0      |  |
| Unis pour la Vendée                                                                       |                          |                                 | 92    | 5,31  | 0      |  |
|                                                                                           | Jean-Patrick Fillet      | Rassemblement national          | 30    | 1,73  | 0      |  |
| Liste localiste présentée par le Rassemblement national pour le rééquilibrage territorial |                          |                                 | 30    | 1,73  | 0      |  |
|                                                                                           | Anita Charrieau          | Parti communiste français       | 18    | 1,04  | 0      |  |
| Pour l’humain et la planète d’abord, ici et maintenant                                    |                          |                                 | 18    | 1,04  | 0      |  |
|                                                                                           |                          |                                 |       |       |        |  |
| Votes valides                                                                             | Votes valides            | Votes valides                   | 1 731 | 98,46 |        |  |
| Votes blancs                                                                              | Votes blancs             | Votes blancs                    | 13    | 0,74  |        |  |
| Votes nuls                                                                                | Votes nuls               | Votes nuls                      | 14    | 0,80  |        |  |
| Total                                                                                     | Total                    | Total                           | 1 758 | 100   | 3      |  |
| Abstention                                                                                | Abstention               | Abstention                      | 16    | 0,90  |        |  |
| Inscrits / participation                                                                  | Inscrits / participation | Inscrits / participation        | 1 774 | 99,10 |        |  |